# Štítníkovití
Štítníkovití (Triglidae) jsou čeleď paprskoploutvých ryb.

## Systematika
Za popisnou autoritu štítníkovitých je pokládán francouzsko-americký přírodovědec Constantine Samuel Rafinesque (1815). Čeleď byla dlouhodobě řazena do řádu ropušnicotvárných (Scorpaeniformes), jenž však našel své místo v řádu ostnoploutvých (Perciformes), původně sběrné skupiny redefinované díky molekulární fylogenetice.
Níže následuje seznam platných rodů aktuální ke květnu 2025, jenž vychází z Eschmeyer's Catalog of Fishes. První uvedená podčeleď, Peristediinae, však bývá často klasifikována i jako samostatná čeleď, jejíž české jméno zní brňákovití. Při jejím osamostatnění na samostatnou čeleď však štítníkovití nemusí být monofyletičtí.
- podčeleď Peristediinae
  - rod Gargariscus Smith, 1917
  - rod Heminodus Smith, 1917
  - rod Paraheminodus Kamohara, 1958
  - rod Peristedion Lacepède, 1801
  - rod Satyrichthys Kaup, 1873
  - rod Scalicus Jordan, 1923
- podčeleď Prionotinae
  - rod Bellator Jordan & Evermann, 1896
  - rod Prionotus Lacepède, 1801
- podčeleď Pterygotriglinae
  - rod Bovitrigla Fowler, 1938
  - rod Pterygotrigla Waite, 1899
- podčeleď Triglinae
  - rod Chelidonichthys Kaup, 1873

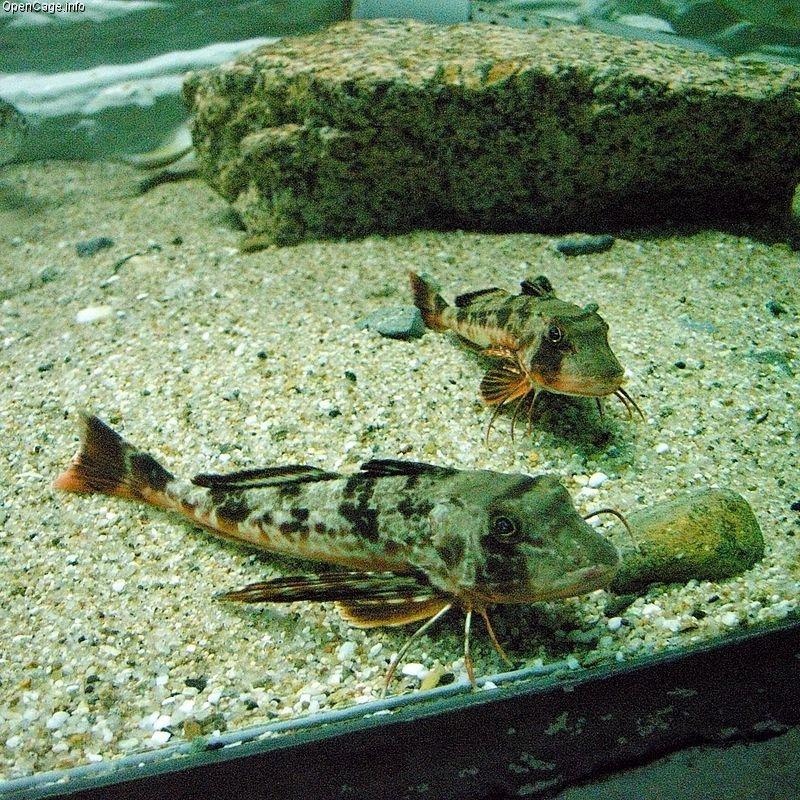
Štítník skvrněný (Chelidonichthys spinosus)

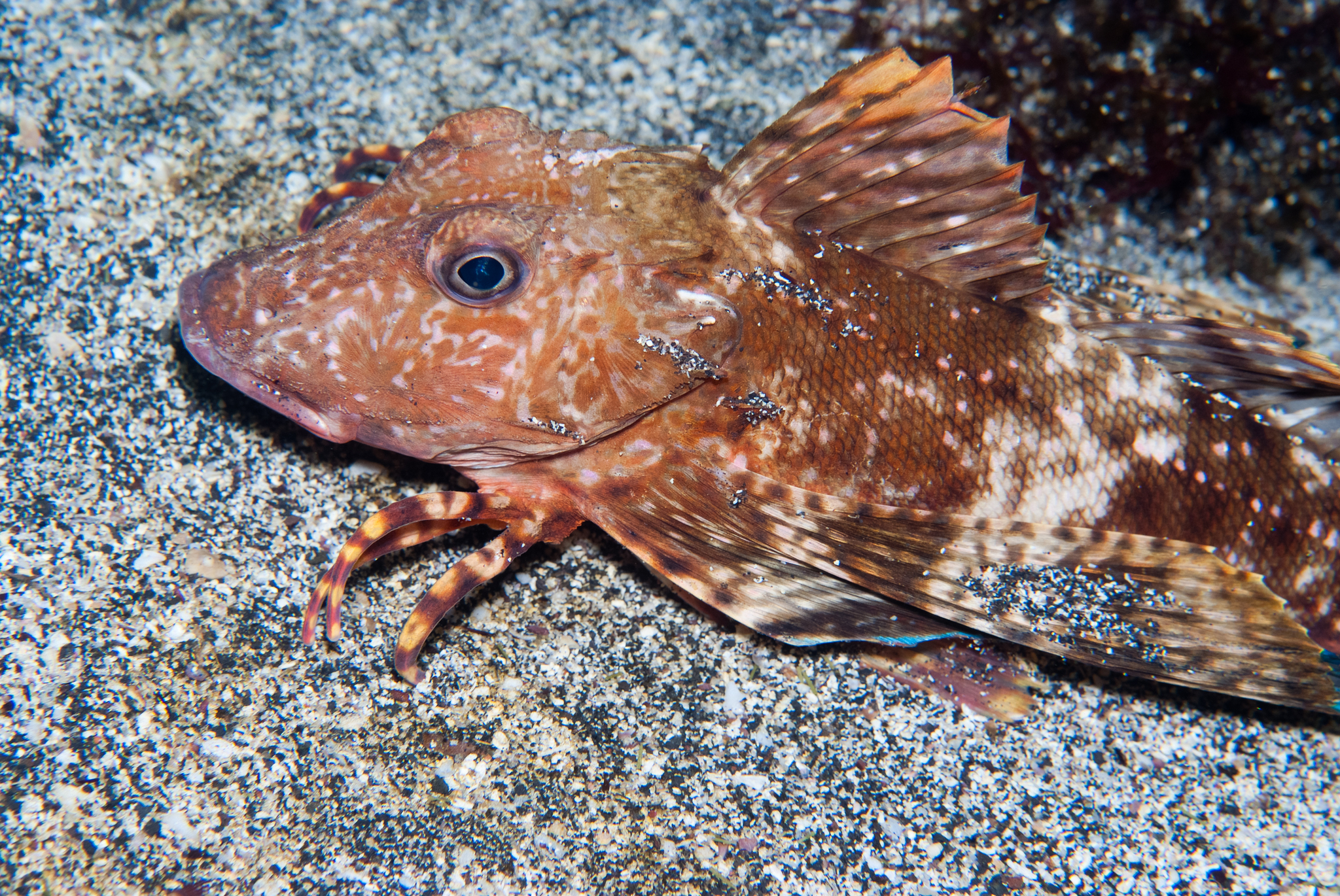
Štítník galapážský (Prionotus miles)

  - rod Eutrigla Fraser-Brunner, 1938
  - rod Lepidotrigla Günther, 1860
  - rod Trigla Linnaeus, 1758

## Charakteristika

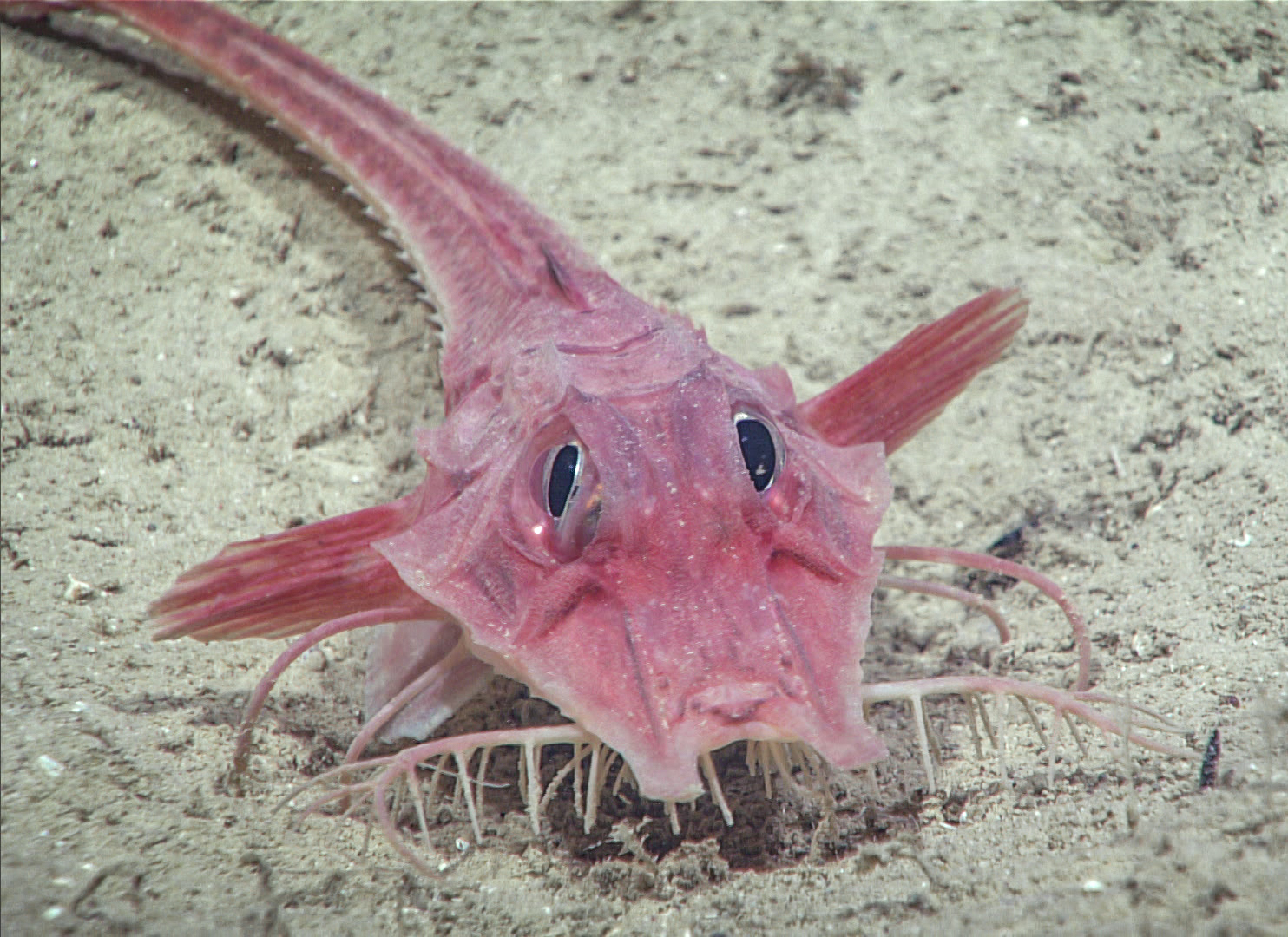
Zástupce brňákovitých

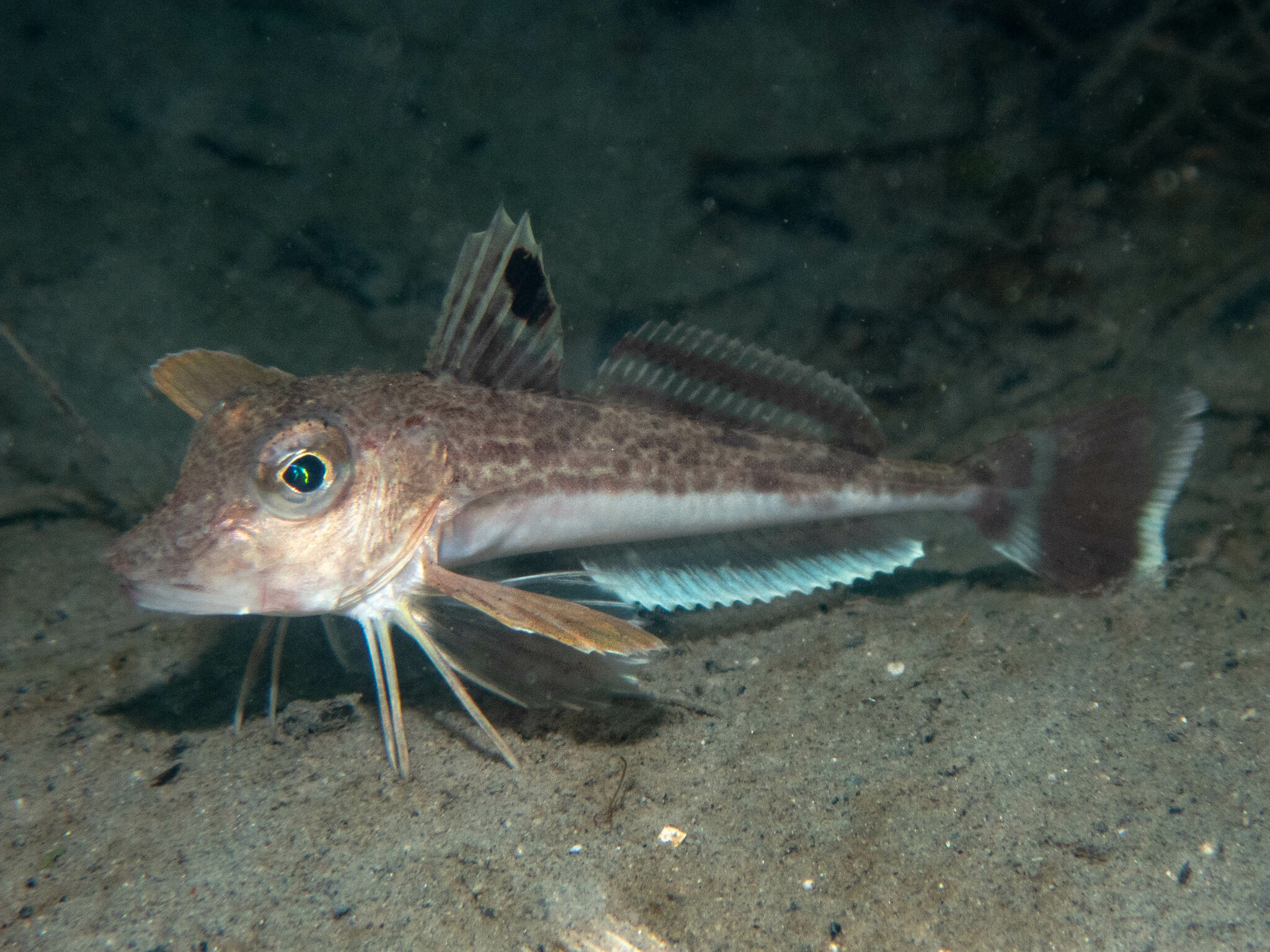
Štítník šedý (Eutrigla gurnardus)

Největší zástupci štítníkovitých dosahují délky asi 100 cm. Tělo mají štíhlé a protáhlé, v případě brňáků opancéřované. Hlava je mohutná a pancířnatá, s koncovými, nebo spodními ústy. Na špičce rostra vyrůstají párové výběžky často nesoucí ostny, dávající mu až dvojlaločný vzhled. Brňáci mají na spodní čelisti vousky. Hřbetní ploutev je dělená, první nese 7–11 trnů, druhá 10–23 měkkých paprsků. Řitní ploutev nese maximálně 1 trn a 11–23 měkkých paprsků. Nápadným znakem štítníkovitých jsou prodloužené dva až tři paprsky prsních ploutví, jimiž mohou volně pohybovat a jež mají senzorickou funkci. Ocasní ploutev tvoří 9–10 rozvětvených paprsků. Štítníci patří mezi ryby produkující zvuky, v jejich případě pomocí modifikovaného svalstva plynového měchýře.
Štítníkovití se vyskytují v mírných a tropických mořích celého světa, někdy pronikají i do brakické vody. Jde o bentické predátory, často se pohybují na písčitých, skalnatých nebo bahnitých dnech. Oproti některým jiným ropušnicotvárným nevynikají tak propracovaným maskovacím vzorem, zároveň nemají ani jedovaté ostny pro svou obranu. Kořist detekují pomocí volných paprsků prsních ploutví, jimiž propátrávají písek či bahno; pohyb bývá někdy připodobňován k „chůzi“ po mořském dně. Larvy štítníkovitých se vyvíjejí v planktonu.

## Význam
Některé druhy štítníků bývají cílem sportovních rybářů, například štítník šedý (Eutrigla gurnardus) nebo štítník kukaččí (Chelidonichthys cuculus) ze severovýchodní části Atlantského oceánu. Pro bílé suché maso se loví štítník červený (Chelidonichthys lucerna), jenž dosahuje délky těla až 75 cm. V akvarijních chovech se objevují například zástupci rodu Prionotus.